# Saint-Léger-lès-Domart
Saint-Léger-lès-Domart település Franciaországban, Somme megyében. Lakosainak száma 1813 fő (2022. január 1.). Saint-Léger-lès-Domart Berneuil, Berteaucourt-les-Dames, Domart-en-Ponthieu, Pernois, Saint-Ouen, Surcamps és Ville-le-Marclet községekkel határos.

## Népesség
A település népessége az elmúlt években az alábbi módon változott:
| Lakosok száma | 1866 | 1857 | 1871 | 1855 | 1852 | 1854 | 1840 | 1827 | 1813 |
|               | 2013 | 2015 | 2016 | 2017 | 2018 | 2019 | 2020 | 2021 | 2022 |